# Hamburg-Curslack
Curslack is een stadsdeel in het district Bergedorf van de stad Hamburg in Duitsland. Het maakt deel uit van het gebied van de Vierlande in de Elbmarschen. Een deel van het dorp is geklasseerd.

## Geschiedenis

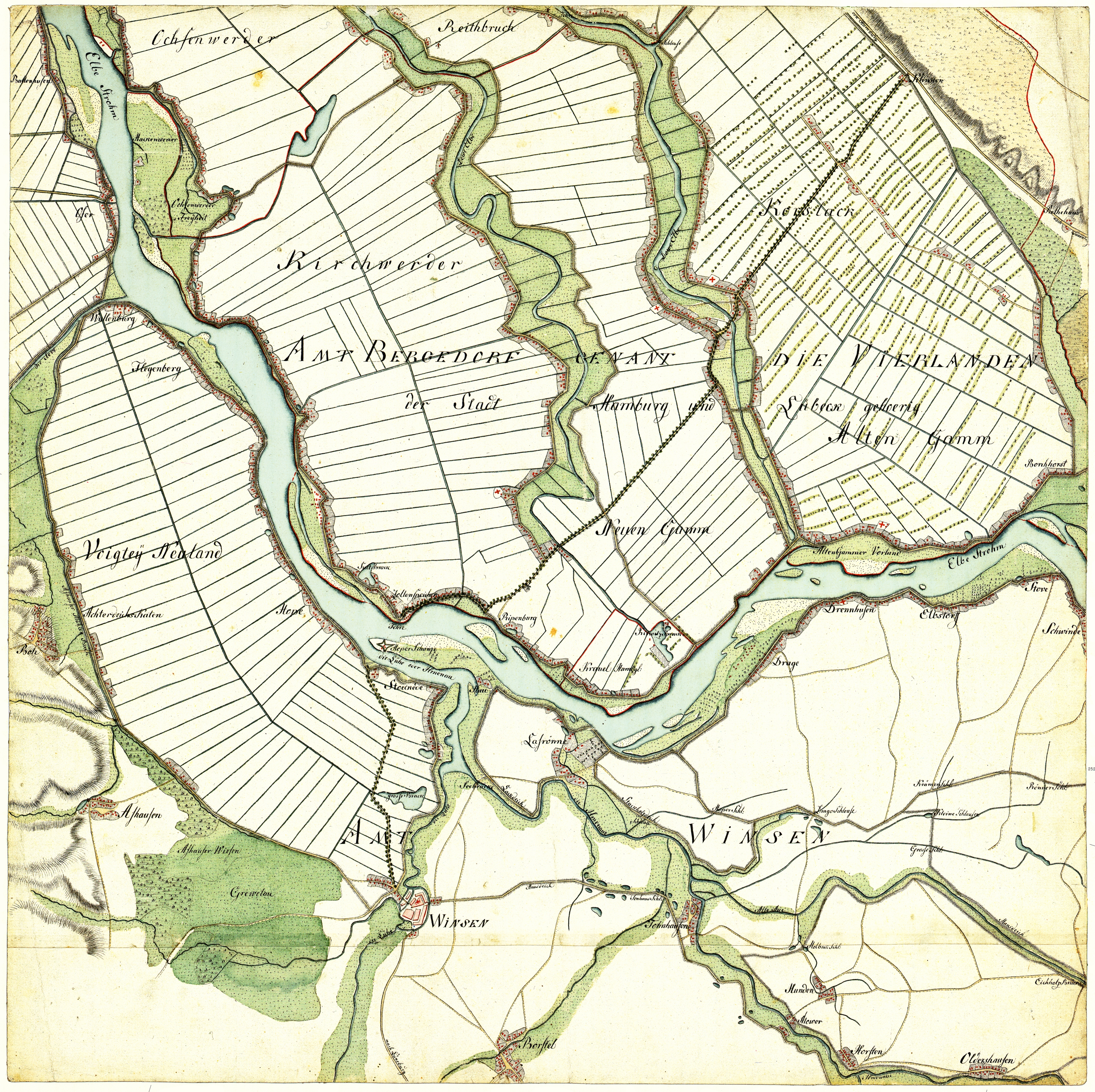
De Vierlände rond 1790

Vanaf de 12e eeuw werden er in dit gebied eilanden in de Elbe ingedijkt. Men besloot onmiddellijk het gebied in vier kerkgemeenten op te delen: Curslack, Altengamme, Neuengamme en Kirchwerder. Deze plannen werden relatief snel uitgevoerd: Curslack werd voor het eerst vermeld in 1188. Nadat Hamburg en Lübeck in 1420 de Stad Bergedorf veroverden werd ook Curslack door die steden bestuurd. Vanaf 1443 is het met Bergedorf verbonden via de Schleusengraben, een waterweg die voor houttransportkanaal naar de Elbe was bedoeld.
In 1570 ontstond de Curslacker Heerweg, de verbinding tussen Bergedorf en de oversteekplaats Zollenspieker van de Elbe.
Inmiddels werd het gebied Vierlande genoemd, een rijk vruchtbaar gebied, dat de strijd met het water nog steeds niet helemaal gewonnen had. De pompen konden niet al het water terug in de Elbe krijgen. Pas toen vanaf de 17e eeuw er ook windmolens als gemaal werden ingezet, kon er permanent geteeld en geoogst worden, waarbij de groeiende metropool Hamburg de grote afnemer was.

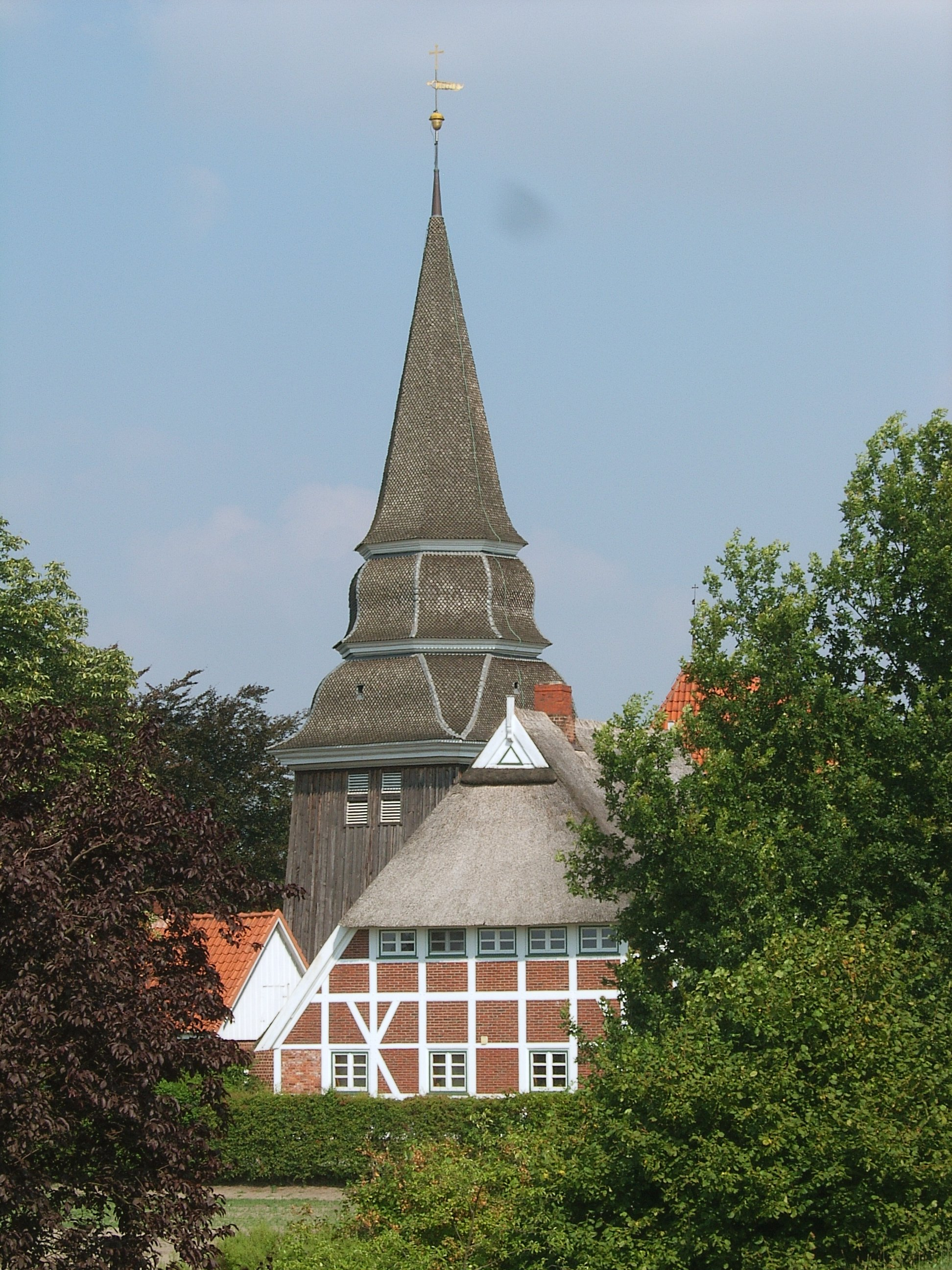
Toren van de St.-Johanniskerk

Door de bouw van de eerste brug, de Blaue Brücke werden Neuengamme en Curslack een tweelinggemeente met de smalle Dove Elbe als grens. Thans zijn zij ter plaatse nog moeilijk van elkaar te onderscheiden.
Toen in  de streek van Hamburg ook de mode om dure bloemen in huis te halen haar intrede deed, hadden de Vierlanders snel door dat met bloemen meer te verdienen viel dan met bloemkolen. Vanaf 1675 werd dan ook in belangrijke mate overgeschakeld van groenten- naar bloementeelt, die tot op vandaag doorgaat. Pas toen vanaf 1880 tomaten werden gekweekt kreeg de groententeelt weer enig belang.
In 1868 eindigde het dubbelbestuur toen Hamburg de rechten van Lübeck overnam. In 1937 werd de zelfstandigheid van Bergedorf en omliggende dorpen opgeheven en kwamen zij volledig onder Hamburgs bestuur.
Van 1912 tot 1953 had Curslack een station op de Vierländer Bahn.
Het Waterbedrijf van Hamburg Wasser werd in 1928 gebouwd en in 2004 volledig vernieuwd. Over een zeven km lang en 100 m brede strook zijn 214 winningspunten die gemiddeld 60 miljoen liter per dag leveren. Daarmee is het de grootste watervoorzieninsinstallatie voor Hamburg. Om die reden omvat het stadsdeel een braaklandgebied als waterbeschermingszone.

## Bezienswaardigheden

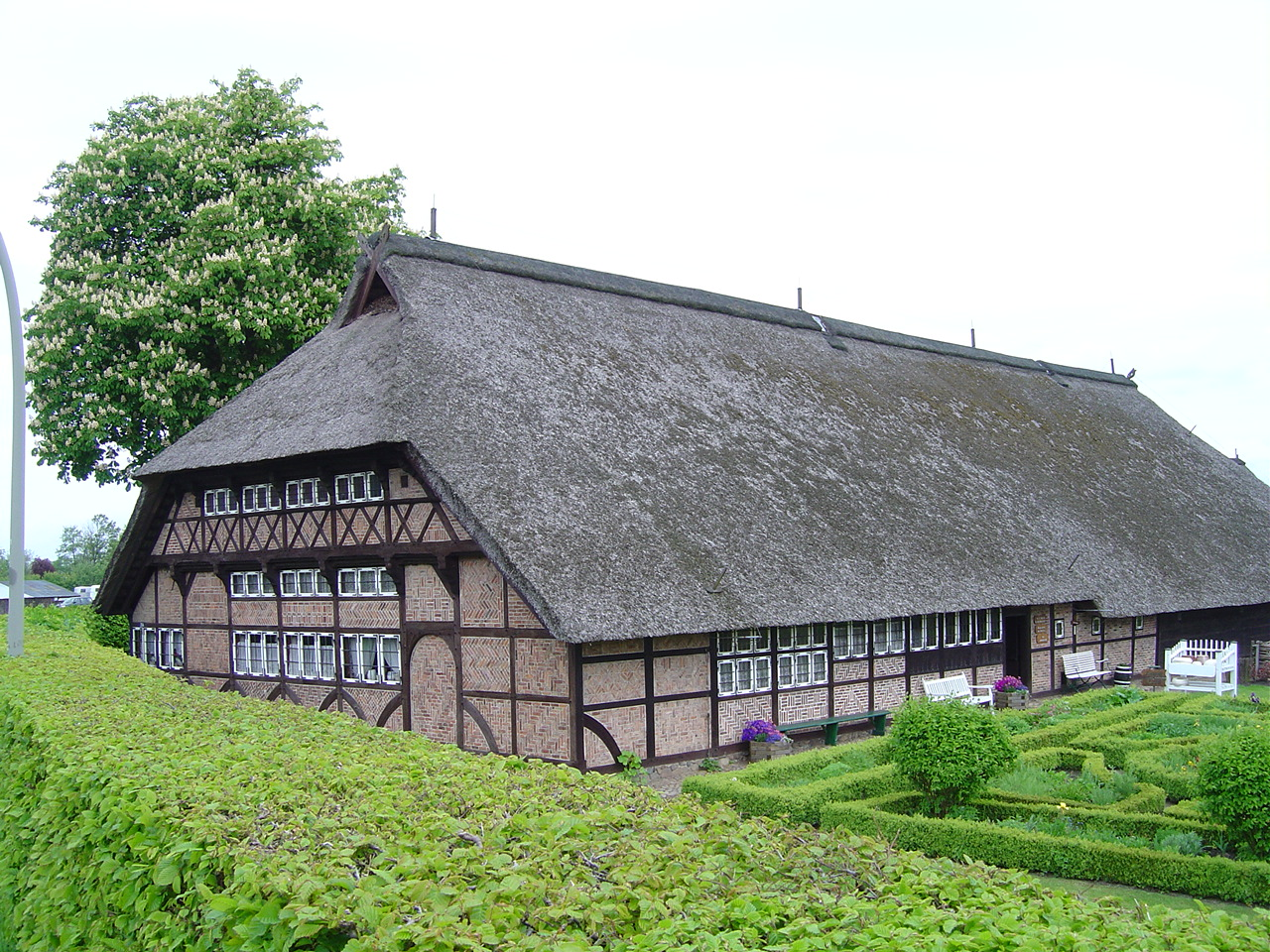
Het Rieckhaus (museum), gebouwd 1533

- Rieckhaus: een openluchtmuseum dat de leefwereld voor de industrialisering weergeeft (16e tot 19e eeuw)
- Sint-Johanniskerk